# Zuidelijke miombobossen
De zuidelijke miombobossen (Engels: Southern Miombo woodlands) vormen een WWF-ecoregio. De ecoregio strekt zich uit over delen van Malawi, Mozambique, Zambia en Zimbabwe. Het is een van de vier ecoregio's van miombobossen die zich uitstrekken over Afrika, ten zuiden van het Kongoregenwoud en de Oost-Afrikaanse savannes.

## Geografie
De zuidelijke miombobossen beslaan de heuvels en lage plateaus in de waterscheidingen van de Zambezi en Limpopo, ten noorden en zuiden van de Zambezi, en ten noorden en oosten van de Limpopo. De drogere mopanebossen van de Zambezi liggen in de laaglanden langs de Zambezi en zijn belangrijkste zijrivieren, waaronder de Shire en Lugenda, en in de laaglanden van de Limpopo. In het noorden en noordwesten gaan de zuidelijke miombobossen over in de centrale miombobossen van de Zambezi. In het zuidwesten gaan ze over in het bosveld van Zuidelijk Afrika. Het kustbossenmozaïek van zuidelijk Zanzibar-Inhambane begrenst de ecoregio in het zuidoosten, langs de kust van de Indische Oceaan.
De hoofdstad van Zambia, Lusaka, en de hoofdstad van Zimbabwe, Harare, liggen in de ecoregio.

## Flora
De overheersende vegetatie is savanne en open bos. De overheersende bomen zijn soorten van Brachystegia (ook wel miombo genoemd), Julbernardia en Isoberlinia.
Sommige naar het oosten gerichte bergen onderscheppen winden van de Indische Oceaan en stuwingsneerslag zorgt ervoor dat er vochtige, altijd groene bosgebieden blijven bestaan. Hiertoe behoren het Moribane-woud in Mozambique en de reservaten Haroni en Rusitu en het Chirinda-woud in Zimbabwe. De flora is vergelijkbaar met de altijdgroene bossen aan de kust en de bomen in de boomkruinen zijn onder andere Newtonia buchananii, Celtis mildbraedii en Khaya anthotheca.

## Fauna
In de ecoregio leven verschillende grote grazende zoogdieren, waaronder de savanneolifant (Loxodonta africana), zwarte neushoorn (Diceros bicornis), witte neushoorn (Ceratotherium simum), kafferbuffel (Synerus caffer), roanantilope (Hippotragus equinus), sabelantilope (Hippotragus niger), Lichtensteins hartenbeest (Alcelaphus buselaphus lichtensteinii), rietbok (Redunca arundinum), grote koedoe (Tragelaphus strepsiceros), elandantilope (Taurotragus oryx) en tsessebe (Damaliscus lunatus lunatus). Deze grote grazers hebben over het algemeen een lage populatiedichtheid en een groot verspreidingsgebied, met uitzondering van de roanantilope, die in hogere dichtheden voorkomt.
Tot de grotere carnivoren behoren leeuw (Panthera leo), Afrikaans luipaard (Panthera pardus pardus), jachtluipaard (Acinonyx jubatus), gevlekte hyena (Crocuta crocuta), Afrikaanse wilde hond (Lycaon pictus), caracal (Caracal caracal) en gestreepte jakhals (Lupulella adusta).

## Klimaat
Deze ecoregio wordt beschouwd als een hotspot voor biodiversiteit en is bijzonder kwetsbaar voor klimaatverandering. In de meest intense klimaatveranderingsscenario's, waarbij de gemiddelde opwarming wereldwijd 4,5 °C bereikt, zal naar verwachting ongeveer 90% van de amfibiesoorten, 86% van de vogelsoorten en 80% van de zoogdiersoorten uit het Miombo-gebied verdwijnen.

## Beschermde gebieden
22,5% van de ecoregio ligt in beschermde gebieden, waaronder:
- Nationaal park Kasungu, Malawi
- Nationaal park Zinave, Mozambique
- Nationaal park Lower Zambezi, Nationaal park Lukusuzi en Nationaal park South Luangwa, Zambia
- Nationaal park Chizarira en Nationaal park Matusadona en Chipinge Safari Area, Zimbabwe